# John Terborgh
John Whittle Terborgh (nacido el 16 de abril de 1936) es un ecólogo, profesor James B. Duke de Ciencias Ambientales en la Universidad de Duke y codirector del Centro para la Conservación Tropical. Es miembro de la Academia Nacional de Ciencias, y durante los últimos treinta y cinco años ha estado activamente involucrado en temas de conservación y ecología tropical. Es considerado una de las mayores autoridades mundiales en ecología de aves y mamíferos de los bosques neotropicales, así como en el estudio de las cascadas tróficas, depredadores y especies clave de los ecosistemas. Desde 1973, ha operado la Estación Biológica Cocha Cashu, una estación de investigación de ecología tropical en el parque nacional del Manú, en Perú.

## Carrera
Criado en Arlington, Virginia, Terborgh se graduó en la Universidad de Harvard en 1958 y recibió su doctorado en la misma Universidad en 1963, trabajando bajo la supervisión del eminente biólogo evolutivo Ernst Mayr, entre otros. Seguidamente, se desempeñó en la facultad de la Universidad de Maryland y después, durante 18 años, en la facultad de la Universidad de Princeton. En 1989, Terborgh se mudó a la Universidad de Duke, donde se unió a la facultad de la (ahora) Escuela Nicholas de Medio Ambiente y fundó el Centro de Conservación Tropical de la Universidad de Duke.
En 1973, Terborgh estableció una estación de campo de investigaciones científicas en el parque nacional del Manú, en la selva de Perú, donde desde entonces más de 100 científicos han realizado proyectos de investigación. Desde los años 70, ha descrito y descubierto para la ciencia decenas de aves.
Terborgh fue pionero en el uso de campo de técnicas de análisis experimental en sus primeros trabajos sobre la distribución altitudinal de las aves neotropicales y sobre el papel de la competencia en la estructura de la comunidad de aves. En el estudio comparativo del comportamiento de los monos en diferentes entornos ecológicos ha generado un nuevo paradigma para los estudios de las comunidades de primates. También ha investigado los mecanismos que impulsan las extinciones masivas en fragmentos de hábitat.
Ampliamente considerado uno de los padres de la ecología tropical y como "de los mejores biólogos de campo de hoy y siempre" por figuras como Jared Diamond, Terborgh y sus descubrimientos en la selva peruana han cumplido un papel clave en el entendimiento de las interacciones entre las especies de plantas que proporcionan recursos críticos y la comunidad animal durante los períodos estacionales de escasez de alimentos. Sus trabajos se encuentran entre los más citados en su campo y han resultado de gran influencia para la comunidad de ecólogos.
Ha formado parte de varias juntas y comités asesores relacionados con la conservación, incluidos Wildlands Project, Cultural Survival, The Nature Conservancy, The World Wildlife Fund, los grupos de especialistas en primates y ecología de la Unión Internacional para la Conservación de la Naturaleza y de varias organizaciones e instituciones medioambientales de Perú.
Terborgh y su trabajo fue destacado junto al de otros líderes mundiales en biología de la conservación en el documental The Serengeti Rules que se estrenó en 2018.

## Premios y honores
En 1984 recibió una beca de investigación de la John Simon Guggenheim Memorial Foundation. En 1987, Terborgh fue elegido miembro de la Academia Estadounidense de las Artes y las Ciencias. En 1989 se convirtió en miembro de la Academia Nacional de Ciencias. En 1992 recibió el Premio de Publicación de Vida Silvestre de la organización The Wildlife Society. En junio de ese mismo año, Terborgh recibió una Beca MacArthur en reconocimiento a su distinguido trabajo en ecología tropical, y en abril de 1996 recibió la Medalla Daniel Giraud Elliot de la Academia Nacional de Ciencias por su investigación. En 2005, fue elegido Miembro Honorario de la Asociación de Biología Tropical y Conservación durante la reunión anual de la organización celebrada en Uberlândia, Brasil.  En 2012, fue elegido entre los miembros honoríficos de la The Ecological Society of America, la institución en materia de ecología más importante del mundo y que cuenta con más de 100 años de historia, y que por primera vez otorgaba en dicho año este galardón reservado a un selecto grupo de científicos, referido a los ecólogos vivos más importantes del mundo. También ha sido destacada su figura y su legado en Perú, donde ha desempeñado su carrera científica por décadas, siendo invitado a exponer en el Congreso de la República o mediante el Premio para la Conservación Carlos Ponce del Prado 2020 en categoría de "Personalidad Ambiental".
Jared Diamond le dedicó la subespecie Aegotheles affinis terborghi en 1967. El ornitólogo James V. Remsen nombró un ave (Atlapetes terborghi) en honor a John Terborgh en 1993. Desde entonces, varias especies más han sido nombradas en su honor.

## Publicaciones
Terborgh es autor de más de 300 artículos científicos y ensayos populares, y autor o editor de varios libros:
- Requiem for Nature. Island Press. 2004. p. 256. ISBN 1-55963-588-6.
- Making parks work: strategies for preserving tropical nature. Island Press. 2002. p. 511. ISBN 1-55963-905-9.
- Diversity and the Tropical Rain Forest. Scientific American Library. 1992. p. 242. ISBN 0-7167-5030-9.
- Where Have All the Birds Gone? Essays on the Biology and Conservation of Birds That Migrate to the American Tropics. Princeton University Press. 1989. p. 224. ISBN 0-691-02428-6.
- Five New World Primates: A Study in Comparative Ecology. Princeton University Press. 1983. p. 260. ISBN 0-691-08338-X.
- Trophic cascades: predators, prey, and the changing dynamics of nature. Island Press. 2010. p. 488. ISBN 978-1597264877
- Continental Conservation: Scientific Foundations of Regional Reserve Networks. Island Press. 1999. p. 227. ISBN 978-1559636971